# Musée municipal d'Art de Toyota
Le musée municipal d'Art de Toyota est un musée d'art japonais à Toyota, dans la préfecture d'Aichi. Ses collections comprennent des œuvres de James Ensor, Gustav Klimt, Edvard Munch, Egon Schiele, Max Ernst ou René Magritte, notamment.

## Galerie

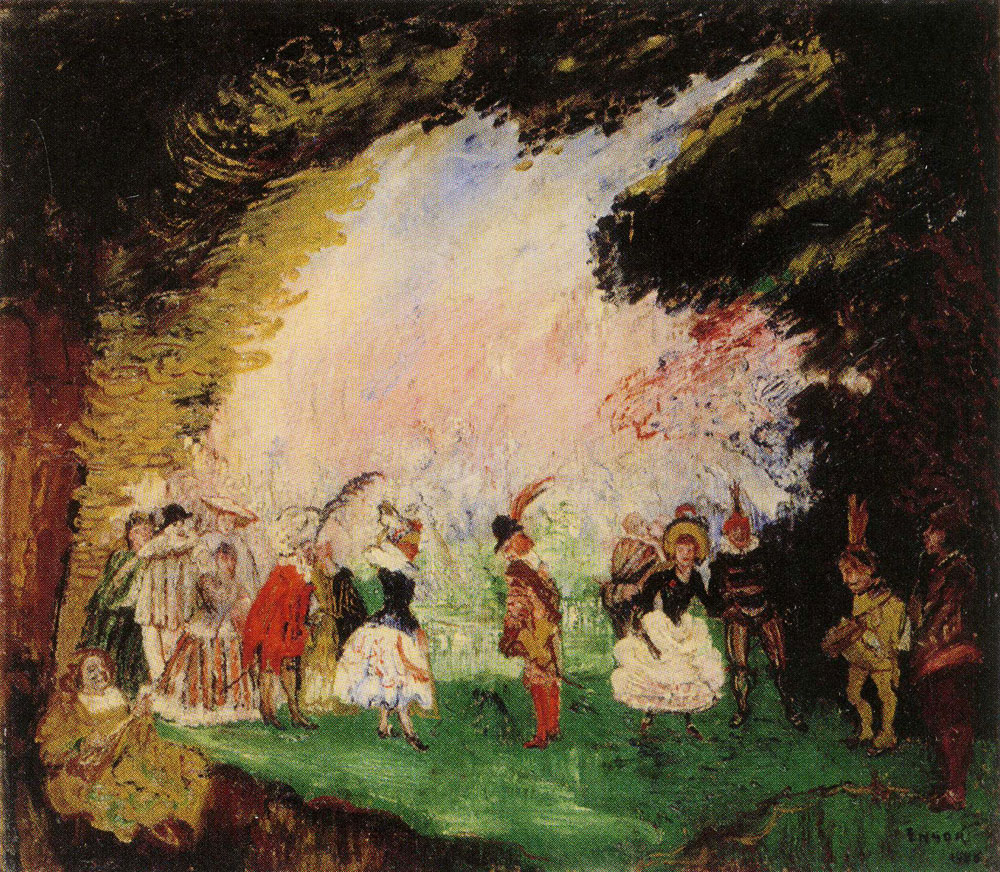
James Ensor, Le Jardin d'amour, 1888.
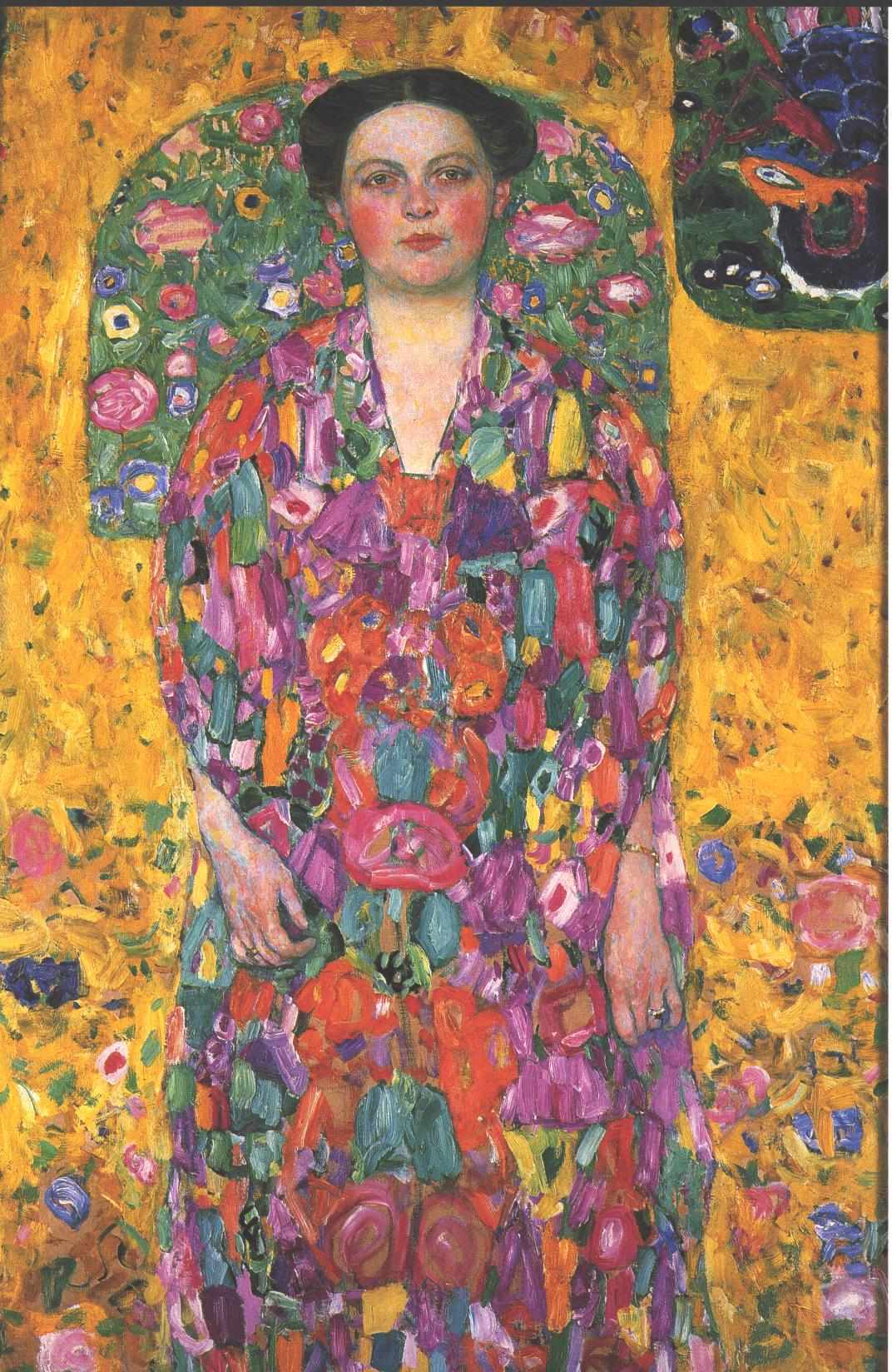
Gustav Klimt, Portrait d'Eugenia Primavesi, 1913-1914.